# لاکهید هو بلو
لاکهید هو بلو (به انگلیسی: Lockheed Have Blue) یک هواگرد ساختِ کارخانهٔ لاکهید کورپوریشن در کشور ایالات متحده آمریکا است که در سال ۱۹۷۷–۱۹۷۸ ساخته شد. نخستین استفاده‌کنندهٔ این هواگرد لاکهید کورپوریشن بوده‌است. این هواگرد برای نخستین بار در ۱ دسامبر ۱۹۷۷ میلادی مورد استفاده قرار گرفت.